# Simple Minds
Simple Minds je skotská new wave hudební skupina, kterou v roce 1978 založili bubeník Brian McGee, baskytarista Derek Forbes, klávesista Mick MacNeil, zpěvák Jim Kerr a kytarista Charlie Burchill. Z původní sestavy ve skupině po celou dobu její existence hráli pouze Burchill a Kerr.

## Diskografie
Studiová alba
- Life in a Day (1979)
- Real to Real Cacophony (1979)
- Empires and Dance (1980)
- Sons and Fascination (1981)
- Sister Feelings Call (1981)
- New Gold Dream (1982)
- Sparkle in the Rain (1984)
- Once Upon a Time (1985)
- Street Fighting Years (1989)
- Real Life (1991)
- Good News from the Next World (1995)
- Néapolis (1998)
- Neon Lights (2001)
- Cry (2002)
- Black & White 050505 (2005)
- Graffiti Soul (2009)
- Big Music (2014)
- Acoustic (2016)
- Walk Between Worlds (2018)